# Светлодолинское (Запорожская область)
Светлодоли́нское (укр. Світлодолинське) — село,
Светлодолинский сельский совет,
Мелитопольский район,
Запорожская область,
Украина.
Население — 594 человека (2001 год). Село было основано немецкими колонистами в 1804 году.
Является административным центром Светлодолинского сельского совета, в который, кроме того, входят сёла
Каменское,
Орлово,
Прилуковка и
Травневое.

## Географическое положение
Село Светлодолинское находится на левом берегу реки Молочная,
выше по течению на расстоянии в 2 км расположено село Любимовка (Токмакский район),
ниже по течению на расстоянии в 2,5 км расположено село Каменское,
на противоположном берегу — село Старобогдановка (Михайловский район).
Река в этом месте извилистая, образует лиманы, старицы и заболоченные озёра.
Через село проходят автомобильная дорога Т-0401 и
железная дорога, станция Светлодолинская.

## История

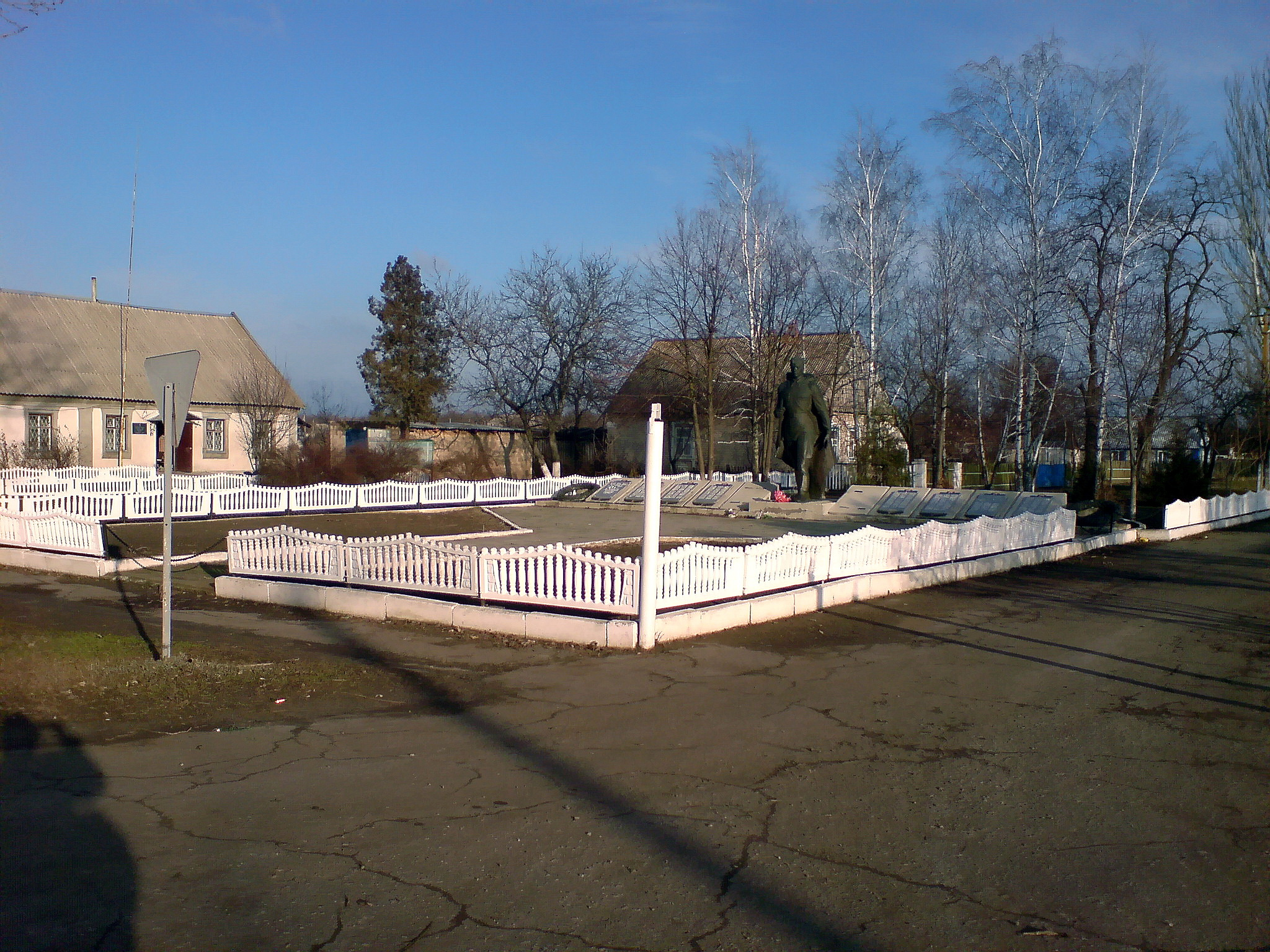
Братская могила и памятник советским воинам, погибшим при освобождении села

Село было основано в 1804 году выходцами из Западной Пруссии и названо в честь прусского села Лихтенау (Lichtenau).
В 1811 году за сельской общиной было закреплено 1543 десятины земли, в 1857—1365 десятин, в 1914—2099 десятин. В селе работала паровая мельница Глеклера, действовал дом молитвы. До 1871 года село входило в Молочанский меннонитский округ, затем — в Гальбштадтскую (Молочанскую) волость Бердянского уезда.
В 1918 году в Лихтенау прошла 1-я меннонитская конференция. В селе действовала ячейка Союза граждан голландского происхождения, с 1926 года работала начальная школа, функционировали маслозавод и электростанция.
Во время голода на Украине 1932—1933 годов 2 жителя села умерли от голода.
В 1939 году колхоз «Победа», располагавшийся в Лихтенау, был участником Всесоюзной сельскохозяйственной выставки и удостоен диплома 1-й степени.
25 сентября 1941 года, когда оккупация Мелитопольского района немецкими войсками стала неизбежна, органы НКВД начали операцию по депортации этнических немцев и меннонитов. Немцам окрестных сёл было приказано собраться на железнодорожной станции Лихтенау, откуда они были отправлены на Крайний Север и в Среднюю Азию.
В период немецкой оккупации жительница Лихтенау Ф. Д. Хомкина укрывала раненого партизана. Она была схвачена гитлеровцами, подвергнута пыткам и расстреляна.
В октябре 1943 года, после тяжёлых боёв на немецкой укреплённой линии «Вотан», село Лихтенау было занято советскими войсками.
В 1945 году село было переименовано в Светлодолинское. Это название немного созвучно старому названию Lichtenau (Licht по-немецки свет).
После войны в Светлодолинском продолжил работу колхоз «Победа». В 1981 году колхоз владел 3745 га сельскохозяйственных угодий, в том числе 2936 га пахотной земли, и подсобными предприятиями — мельницей, маслобойней и пилорамой.

## Население
В следующей таблице представлена динамика численности населения в Светлодолинском:
| Год  | Население |
| ---- | --------- |
| 1818 | 155       |
| 1838 | 243       |
| 1856 | 318       |
| 1864 | 335       |
| 1886 | 349       |
| 1896 | 555       |
| 1905 | 506       |
| 1911 | 597       |

| Год  | Население |
| ---- | --------- |
| 1915 | 809       |
| 1918 | 626       |
| 1923 | 443       |
| 1926 | 399       |
| 1939 | 827       |
| 1979 | 638       |
| 2001 | 594       |

До 1941 года основную часть населения села составляли немцы (94,1 % в 1923, 94,5 % в 1926 году).

## Экономика
- «Злагода», АФ, ООО.
- «Ирис-00», ЧП.
- Мелитопольский элеватор, ОАО.[6]

## Объекты социальной сферы
- Школа[7].
- Детский сад.
- Фельдшерско-акушерский пункт.
- Храм святителя Димитрия Ростовского. Подчинён Запорожской и Мелитопольской епархии Украинской православной церкви Московского патриархата.[8][9]

## Достопримечательности
- 3 братских могилы, в которых похоронены 238 советских воинов 2-й гвардейской армии 4-го Украинского фронта, погибших при прорыве немецкой укрепленной линии «Вотан».[3]

## Знаменитые жители
- Бибина О. В.,Скрипник Л. В  — преподаватель младшей школы которая воспитала не одно поколение учеников.Н. Я. Андрианова, М. М. Белоусова (Пантак), Л. З. Коновалова (Верещагина), В. Ф. Мишакова, Н. А. Шульга (Уварова) — звеньевые хлопководческих звеньев, получившие в 1952 году звание Героя Социалистического Труда за высокий урожай хлопка, выращенный на неполивных землях.[3]